# Integral de Frullani
Integrais de Frullani são um tipo específico de integrais impróprias. As integrais são da forma: {\displaystyle \int _{0}^{\infty }{\frac {f(ax)-f(bx)}{x}}\,{\rm {d}}x}, tal que {\displaystyle f} é um função contínua definida em {\displaystyle x\geq 0}
{\displaystyle \int \limits _{0}^{\infty }{\frac {f(ax)-f(bx)}{x}}\,{\rm {d}}x=(f(0)-lim_{x\to \infty }f(x))\ln {\frac {b}{a}}}